# أندرو موسلي
أندرو موسلي (بالإنجليزية: Andrew Mosley)‏ هو لاعب كرة قدم بريطاني (وحمل سابقاً جنسية المملكة المتحدة لبريطانيا العظمى وأيرلندا) في مركز الظهير، ولد في 1885 في نوتنغهام في المملكة المتحدة، وتوفي في 1917 في فلاندرز الغربية في بلجيكا. لعب مع نادي غيلينغهام ونوتس كاونتي.